# Govanal, Shirhatti
Govanal là một làng thuộc tehsil Shirhatti, huyện Gadag, bang Karnataka, Ấn Độ.